# سیارک ۷۷۲۴
سیارک ۷۷۲۴ (به انگلیسی: 7724 Moroso، نامگذاری:1970OB) هفت هزار و هفتصد و بیست و چهارمین سیارک کشف شده‌است که در ۲۴ ژوئیه ۱۹۷۰ کشف شد.